# 川崎敏和

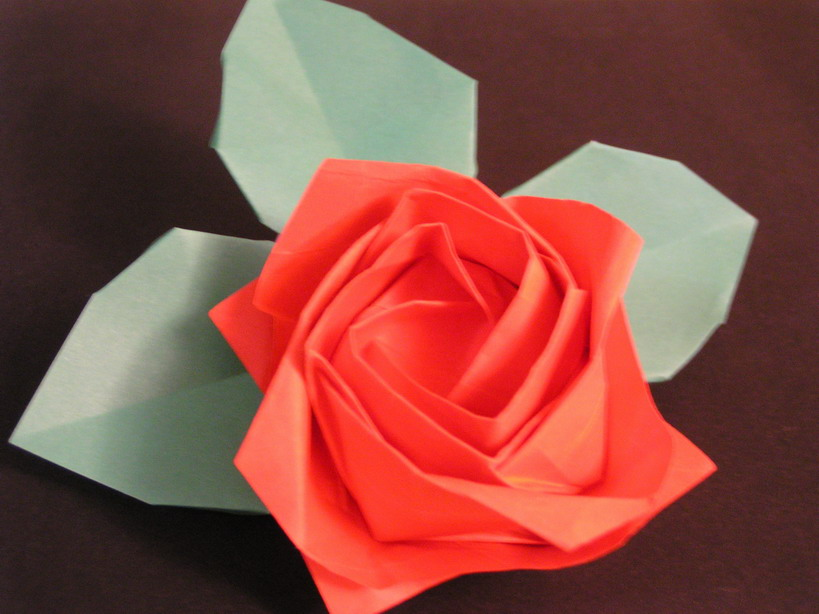
川崎ローズ

川崎 敏和（かわさき としかず、1955年11月26日 - ）は、日本の数学者。元阿南工業高等専門学校一般教科教授。

## 来歴
1955年に長崎県島原市で一卵性双生児の弟として生まれ、福岡県大川市・飯塚市・久留米市で育つ。双子の兄は同じく数学者で九州大学名誉教授の川崎英文。久留米大学附設高等学校を経て、九州大学理学部数学科を卒業。同大学院理学研究科博士課程2年より研究テーマを代数的整数論から折り紙の幾何学に変更。1997年に折鶴変形理論で博士号を取得。
折り紙に対する造詣が深く、川崎定理「点から放射状に延びた折り線で紙を平坦に折りたたんだとき、折り線のなす角度の交代和が0になる」や折り鶴変形理論で博士号を取得するなど、折り紙博士として知られる。彼が折り紙で折るバラは「川崎ローズ」として世界的に有名。
折り紙の科学国際会議のプログラム委員長を務めていたこともあり、全6回出席したのは川崎氏のみである。

## 著書
- バラと折り紙と数学と　ISBN 4627016719
- 折り紙夢world　ISBN 4255000964
- 折り紙夢world　花と動物編　ISBN 425500238X
- 折り紙の数理と科学（翻訳）　ISBN 4627016913
- 博士の折り紙夢BOOK　ISBN  4-255-00378-5
- 究極の夢折り紙　ISBN 9784255005058